# Vrata pakla
Vrata pakla (francuski: La Porte de l'enfer) je slavna skulptura i životno djelo Augustea Rodina na kojoj je radio punih 37 godina.

## Povijest
Rodin, koji je tada bio učenik tzv. Male škole (Petit École), tj. Škole primijenjenih umjetnosti u Parizu, pobijedio je na natječaju za izradu brončanih vrata novog Muzeja primijenjenih umjetnosti 1880. godine. Iako se odustalo od izgradnje muzeja i time izrade vrata, Rodin je nastavio unaprijeđivati svoj dizajn sve do svoje smrti 1917. godine. Naime, vrata su postala skulptura koja metaforički predstavlja besmisao života i nemogućnost ispunjenja najdubljih nekontrolirajućih strasti, kao što je to prikazano u djelima koja su ga inspirirala: Michelangelov Posljednji sud, Delacroixov Dante i Vergilije prelaze rijeku Stiks, Balzacova Ljudska komedija (La Comedié Humaine), ali osobito Baudelaireovo djelo Cvjetovi zla i Danteova vizija pakla iz Božanstvene komedije, posebice drugi krug pakla (svijet vječne patnje duša u koje, između ostalih, spadaju i Adam i Eva).
Usprkos umjetnikovim težnjama i odanosti projektu, ova vrata, koja je Rodin nazvao „Vrata pakla“, nisu nikad odljevena za njegova života. Iza umjetnika je preživio samo 5,5 m visok gipsani odljev sa 180 figura veličina od 15 do 100 cm, i nekoliko brončanih figura s vrata, odlivene kao samostalne skulpture.
Dvije godine nakon njegove smrti, 1919., Hôtel Biron je postao Rodinov muzej (Musée Rodin) gdje je odljev Vrata pakla postao jedan od središnjih izložaka.
Kasnije su odljeveni i drugi primjerci:
- Rodinov muzej u Philadelphiji, Pennsylvania
- Musée d'Orsay, Pariz (originalni gipsani odljev)
- Kunsthaus Zürich, Zurich
- Vrt Rodinovih skulptura, Sveučilište Stanford, Kalifornija
- Rodinova galerija, Seul
- Nacionalni muzej zapadnjačke umjentosti, Ueno, Taito-ku, Tokyo

## Odlike
Tri sjenke (Les trois Ombres), skupinu figura s vrha vrata, su izvorno (1899. godine) činile tri figure, svaka u drugoj pozi, ali ih je Rodin zamijenio s trostrukom figurom u istoj pozi koje svojom rukom pokazuju na natpis iznad vrata: "Napustite svaku nadu, vi koji ulazite" (Dante, Inferno, Canto III).
Za mislioca (Le Penseur), također poznatog i kao pjesnik, koji se nalazi u središtu timpana iznad vrata nadgledajući kaotičan prizor ispod, vjeruje se kako predstavlja samog Dantea. Drugo tumačenje je kako lik predstavlja Adama koji razmišlja o uništenju čovječanstva koje je pokrenuto njegovim grijehom. Mislilac je oblikovan po uzoru na neobične organske figure Rodinova najmilijeg umjetnika, Michelangela. No, za razliku od Michelangela Rodin nije klesao kamen, nego je modelirao u glini, a potom odlijevao svoje figure u bronci. Čak što više, nije uglačavao svoje glinene skulpture i namjerno ih je ostavljao grubima, zbog čega se na Misliocu vide mnogi potezi i utisci umjentikovih prstiju. Na taj način gledatelj ima jedinstven pogled na figuru tijekom samog stvaranja, kao da gledamo samo Božje stvaranje Adama od gline.
Ugolino i njegova djeca (Ugolin et ses enfants) predstavlja lika iz Božanstvene komedije, Ugolina della Gherardesca, koji je pojeo leševe svoje djeca nakon što su umrla od gladi (Dante, Inferno, Canto XXXIII). Kao neovisna skupina, skulptura je odljevena 1882. god.
Uzaludna ljubav (Fugit Amor), skupina figura ljubavnika, nalazi se na desnom panelu nasuprot ljubavnicima na lijevom panelu koji predstavljaju Paola i Francescu, kako se bezuspješno žele dotaknuti (Dante, Inferno, Canto V).

## Vanjske poveznice
- "The Gates of Hell: The story of a damned artwork", Canal Educatif (engl.)
- Rodin Museum, Philadelphia, Pennsylvania, USA
- Octave Mirbeau, « Auguste Rodin ».